# تايب 75
Type 75 155 mm self-propelled howitzer (75式自走155mm榴弾砲 nana-go-shiki-jisou-155mm-ryuudan-hou) هي مركبة مدفعية مدرعة للاستخدام الحصري لقوة الدفاع الذاتي اليابانية البرية . يتم استخدام مدافع الهاوتزر ذاتية الدفع لتوفير الدعم المتنقل بالنيران الثقيلة لوحدات الجيش في الميدان.
تم تطوير تايب 75 البلدوزر المدرع لتلبية احتياجات القوة اليابانية للدفاع الذاتي . بدأ البرنامج في عام 1964م. تم الانتهاء من نموذجين من قبل شركة كوماتسو في عام 1972م. في عام 1975م بعد تجارب واسعة تم قبول هذا البلدوزر إلى الخدمة. مثل جميع الأسلحة اليابانية لم يعرض هذا البلوزر أبدا للتصدير.

## روابط خارجية
- اكتب 75 على الموقع العسكري اليوم
- اكتب 75 على موقع globalsecurity.org
- اكتب 75 على OnWar.com
- مقتطفات من جين ارمور والمدفعية 2008